# Chitin
Chitin (griechisch χιτών chitón, deutsch ‚Hülle, Panzer‘) ist neben Cellulose das am weitesten verbreitete Biomolekül. Es dient der Strukturbildung. Chitin ist wie auch die Cellulose ein Polysaccharid; es unterscheidet sich von ihr durch eine Acetamidgruppe.
Es kommt sowohl bei Pilzen als auch bei Gliedertieren (Articulata) und Weichtieren vor. Bei Pilzen bildet es einen der Hauptbestandteile der Zellwand. Bei Ringelwürmern kommt es im Mundraum vor. Bei Gliederfüßern ist es Hauptbestandteil des Exoskeletts. Aber auch bei Wirbeltieren wurde es gefunden, etwa bei Knochenfischen und Schleimfischen (Blenniidae) wie dem Grauen Schleimfisch (Paralipophrys trigloides).
Chitin ist Ausgangsstoff für die technische Herstellung von Chitosan und Glucosamin.

## Vorkommen

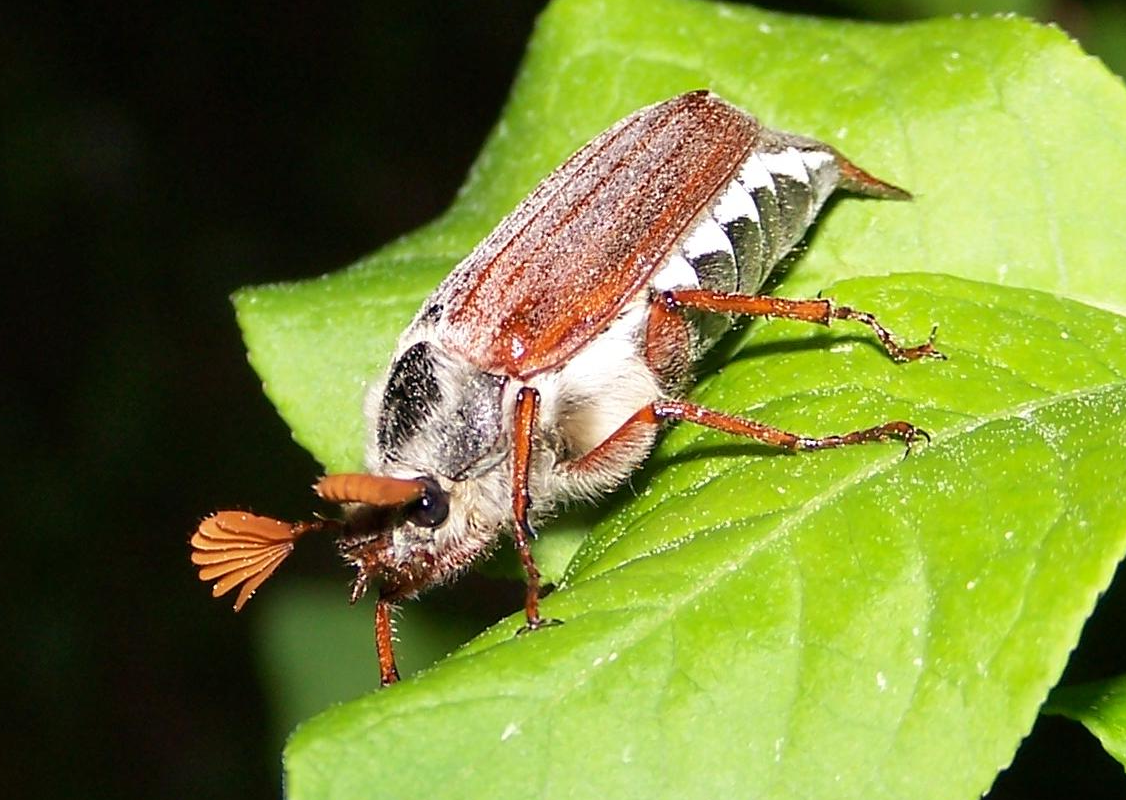
Sehr reines Chitin findet sich in den Deckflügeln (Elytren) des Maikäfers (Melolontha melolontha L.)

Im Tierreich ist Chitin, in Verbindung mit Protein und Calciumcarbonat, weit verbreitet als Bestandteil im Exoskelett vieler Gliederfüßer, vor allem der Klassen (und Überklassen) der Insekten, Spinnentiere, Tausendfüßer und Krebstiere.
Bei den Weichtieren ist es als Bestandteil der Radula sowie im Schulp mancher Kopffüßer zu finden.
Im Pilzreich findet man Chitin in einer Reihe niederer Pilze sowie bei Ständerpilzen, Schlauchpilzen und Mucorales als Zellwandkomponente mit Proteinen und Glucanen, wobei es nicht in allen dieser Pilze vorkommt. Auch bei engen Verwandten kann sich das Vorkommen von Chitin in der Zellwand erheblich unterscheiden.

## Aufbau und Eigenschaften
Chitin ist ein Polysaccharid, das aus Acetylglucosamin-Einheiten aufgebaut ist (präzise: 2-Acetamido-2-desoxy-D-glucopyranose, kurz: N-Acetyl-D-glucosamin, Abkürzung: GlcNAc).
Die Acetylglucosamin-Einheiten sind durch β-1,4-glycosidische Bindungen verknüpft – dies ist die gleiche Bindungsart wie die der Glucosemoleküle in Cellulose.
Chitin kann also als Abart der Cellulose aufgefasst werden, bei der die Hydroxygruppen in Position 2 der Monomereinheiten durch Acetamidogruppen ersetzt wurden.
Dadurch wird eine stärkere Wasserstoffbrückenbindung zwischen angrenzenden Polymeren ermöglicht, die Chitin härter und stabiler als Cellulose macht.
Natürliches Chitin ist jedoch meist kein einheitliches Polymer, sondern eine Mischung statistischer Copolymere aus D-Glucosamin (GlcN) und N-Acetyl-D-glucosamin (GlcNAc), das heißt, nicht jede Aminogruppe ist acetyliert.
Der Grad der Acetylierung bestimmt seine Eigenschaften zusätzlich zum Polymerisationsgrad (Kettenlänge) und der Kettenfaltung.
Der Übergang zum Chitosan, das deutlich weniger (im Idealfall gar keine) Acetylgruppen trägt, ist daher fließend.
Ist der Acetylierungsgrad höher als 50 %, so spricht man meist von Chitin, liegt er darunter, meist von Chitosan.

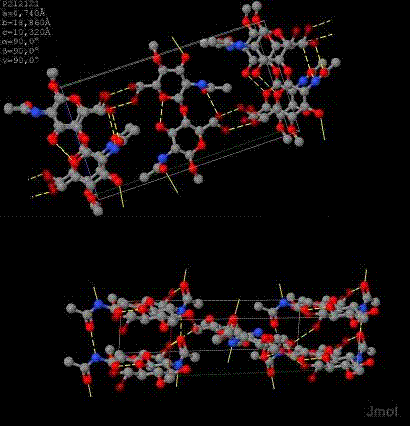
Die Struktur des α-Chitins. Wasserstoffatome sind nicht dargestellt. Für das Sauerstoffatom Nr. 6 gibt es zwei Positionen – semitransparent dargestellt –, die statistisch gefüllt werden

Chitin tritt natürlicherweise in mindestens zwei Konformationen auf: Das Chitin der Gliederfüßer kommt hauptsächlich in Form von α-Chitin, bei Weichtieren in Form des β-Chitins vor. Als γ-Chitin wird gelegentlich ein Gemisch aus α- und β-Chitin bezeichnet, das bei Käferlarven und Cephalopoden vorkommt.
Chitin ist farblos. Die bekannte Braunfärbung (wie auch die Festigkeit) von Insektenpanzern wird durch Sklerotin, ein Strukturprotein, bewirkt.
Chitin ist in wässrigen, schwach ionischen und gesundheitlich tolerierbaren organischen Lösungsmitteln weitgehend unlöslich, in stark ionischen beruht die „Löslichkeit“ auf einer Depolymerisation.
Bei „löslichem Chitin“ handelt es sich meist um Chitin-Hydrochloride, die teilweise sogar in Wasser löslich sind.

## Biosynthese
Chitin bildet in der Natur komplexe Strukturen, die in einem mehrstufigen Prozess gebildet werden. Die Synthese von Chitinmolekülen erfolgt durch Transglycosylierungen, durch als Chitinsynthetase EC 2.4.1.16 bezeichnete, Membran-gebundene Enzyme, die Uridindiphosphat-N-acetylglucosamin (UDPGlcNAc) als Substrat verwenden. Bei Pilzen geschieht dies beispielsweise in speziellen Vesikeln, die als Chitosomen bezeichnet werden. Die Chitinmoleküle oder Chito-Oligomere werden in den Extrazellularraum sezerniert. Außerhalb der Zellen finden verschiedene Modifikationen statt, die die Eigenschaften beeinflussen. Eine davon ist die partielle Hydrolyse durch Chitinasen EC 3.2.1.14. Chitinasen haben neben der Hydrolase auch eine Transglycosidase-Aktivität, so dass Chitin mit Glucanen verknüpft werden kann. Eine weitere Modifikation ist die teilweise Deacetylierung durch spezielle Deacetylasen. Einige unmodifizierte Chitinmoleküle kristallisieren und werden mit weiteren Chitinmolekülen über Proteine teilweise kovalent vernetzt. Die entstehende supramolekulare Struktur reift durch weitere Quervernetzung und die Einlagerung verschiedener Substanzen.

## Biologische Bedeutung

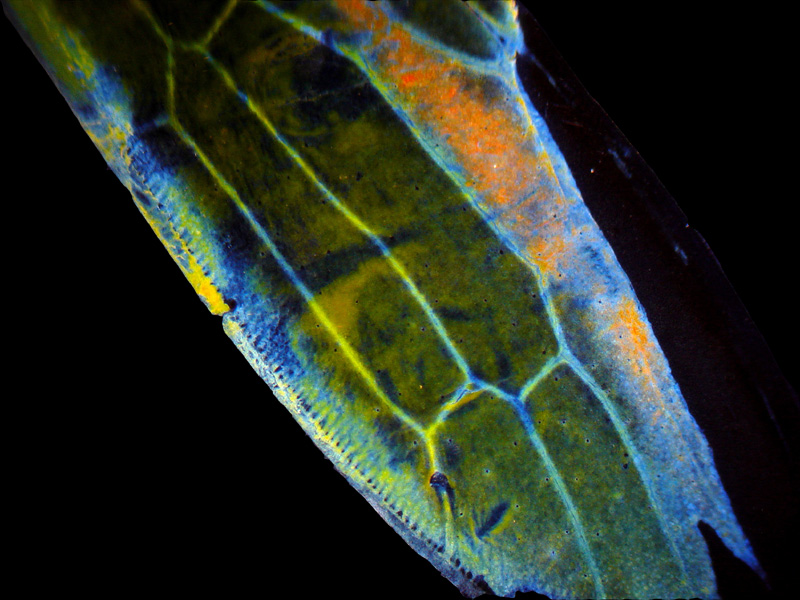
Chitin im Flügel eines Glanzkäfers, Nahaufnahme

Chitin wird seit mindestens 500 Millionen Jahren von Lebewesen produziert. Entgegen der landläufigen Meinung ist Chitin nicht dafür verantwortlich, dass ein (Insekten-)Panzer hart ist. Chitin ist für dessen Weichheit und Biegsamkeit verantwortlich. Erst im Zusammenspiel mit dem Strukturprotein Sklerotin wird die Cuticula der Insekten hart und stabil. Bei Crustaceen wird zur Erhöhung der Härte zusätzlich Kalk eingelagert.
Chitin ist das zweithäufigste Biopolymer nach der Cellulose. Eine Schätzung für die jährliche Biosynthese beträgt 1010 bis 1011 Tonnen. Den Hauptanteil machen dabei die Kleinkrebse des Zooplanktons (z. B. Krill) aus.
Chitin von aquatisch lebenden Gliedertieren und Pilzen wird u. a. von Vibrio cholerae, dem Choleraerreger, mit Hilfe des Enzyms Chitinase abgebaut.
Wirkstoffe, die die Chitinsynthese hemmen, werden als Chitininhibitoren bezeichnet und zur Bekämpfung von Insekten und Pilzen eingesetzt.

## Geschichte der Entdeckung
Chitin wurde 1811 von Henri Braconnot (Direktor des Botanischen Gartens von Nancy) erstmals wissenschaftlich als Substanz (aus Pilzen) beschrieben, allerdings noch nicht unter dieser Bezeichnung, sondern als „Fungin“. Der Franzose Antoine Odier war 1823 namensgebend: er nahm das griechische Wort für „Tunika“ oder „Ummantelung“, in Anlehnung an die Flügeldecken des Maikäfers, in welchen er die Substanz gefunden hatte. Die Aufklärung der chemischen Struktur des Chitins erfolgte 1929 durch Albert Hofmann (bekannt als Entdecker des LSD) im Rahmen seiner Doktorarbeit.

## Medizinische Bedeutung
Chitin ist auch Bestandteil wichtiger Krankheitserreger; es wird in den Zellwänden pathogener Pilze, in der Scheide und dem Pharynx von Filarien sowie in den Eiern parasitischer Würmer gefunden. Säugetiere und Pflanzen verfügen zur Abwehr über Chitin abbauende Chitinasen. Bei Patienten mit Morbus Gaucher finden sich extrem erhöhte Enzymwerte, welche zur Therapiekontrolle herangezogen werden. Auch bei anderen lysosomalen Speicherkrankheiten sowie Patienten mit Sarkoidose finden sich erhöhte Enzymspiegel im Blut. Bei schwerem Asthma sind in Serum und Lungengewebe erhöhte Chitinasewerte nachweisbar.

## Nutzung

Schematische Darstellung der enzymatischen Synthese von Chitosan aus Chitin

Obwohl Chitin als Biopolymer sehr gute mechanische Eigenschaften hat und neben Cellulose und Lignin eines der häufigsten Naturpolymere darstellt, ist das Nutzungsspektrum vergleichsweise gering. Das vom Chitin abgeleitete Chitosan wird kommerziell aus Schalenresten von Garnelen hergestellt und vor allem als „Fettblocker“ im Ernährungsbereich sowie als Filtermaterial zur Wassergewinnung oder in Kläranlagen sowie als Ausgangsmaterial für Fasern, Schaumstoffe, Membranen und Folien (Bio-basierter Kunststoff) verwendet. Des Weiteren findet Chitosan Verwendung in Zahnpasten (Chitodent), als Papier- und Baumwollzusatz sowie zum Ausfällen von Trübungen in der Getränkemittelindustrie. In der Arzneimittelindustrie wird an Chitosan geforscht, um es zur Mikroverkapselung und gezielten Freisetzung pharmakologischer Wirkstoffe zu verwenden, unter anderem als Vektor für die Gentherapie.
Chitin ist außerdem Ausgangsstoff für die technische Herstellung von Glucosamin, einem natürlichen Bestandteil des Knorpels und der Gelenkflüssigkeit (Synovialflüssigkeit). Technisch hergestelltes Glucosamin findet Verwendung in der Arzneimittelindustrie u. a. in Mitteln gegen Arthrose.